# Carabassat
El Carabassat (paraula derivada de carabassa o carbassa) és un fruita confitada (ensucrada) que s'extreu de la carabassa (normalment la de color groc o porquera) i per extensió de la paraula també amb el mateix procés amb altres fruites: peres, taronges, cireres, etc.
Entre altres, el carabassat és un ingredient típic en el farcit del pastisset d'ametla valencià

## Elaboració
En ser un procés complicat no es fa de manera casolana sinó industrialment.
Es parteix pel mig la carbassa, se'n treuen les pipes i la part blanca de dins. Es trosseja en daus, es deixa remullar amb aigua i calç durant 8 hores, després es passa a una cambra ensofrada (on hi ha una combustió de sofre) durant 12 i després es posa a bullir durant 15 minuts. Posteriorment reposa en un contenidor amb almívar (doble de sucre que d'aigua) es torna a posar sucre i es repeteix els dos passos anteriors durant 10 dies.